# Marfa Sobakinová
Marfa Sobakinová rusky Марфа Васильевна Собакина (1552 – 13. listopadu 1571) byla ruská carevna, třetí manželka Ivana IV. Hrozného.

## Život
Byla dcerou obchodníka z Novgorodu Vasilije Sobakina. Jako svou třetí manželku si ji car Ivan vybral ze dvanácti finalistek při volbě nevěsty. Několik dní po volbě Marfa začala trpět slabostí. Ačkoliv se její stav stále zhoršoval, přesto 28. října 1571 proběhl svatební obřad. Brzy poté Marfa zemřela. Spekulovalo se i o tom, že ji nechtěně otrávila vlastní matka, která jí podala přípravek na zvýšení plodnosti. Jiná teorie tvrdí, že ji otrávil sám Ivan. Její smrt totiž odstartovala další carovy represe vůči poddaným, ať už to bylo způsobeno jeho paranoiou (Marfa zemřela v dobře chráněné pevnosti) nebo mu to jen dalo ospravedlnění k represím.